# Robert Endres
Robert Endres (* 8. Oktober 1892 in Salzburg; † 7. April 1964 in Wien) war ein österreichischer Historiker.

## Leben
Endres besuchte das Stiftsgymnasium Kremsmünster, ab 1911 studierte er zunächst Medizin an der Universität Wien, wechselte dann 1912 zur Geschichte, Geographie und Philosophie. 1915 wurde er zum Dr. phil. promoviert. Von 1915 bis 1918 war er zum Kriegsdienst eingezogen. Er war von 1919 bis 1957 als Gymnasiallehrer und als Dozent am Pädagogischen Institut Wien tätig.
Zudem verfasste er mehrere Schriften zur österreichischen und europäischen Geschichte, darunter ein Handbuch und das fünfbändige Werk Geschichte Europas und des Orients (1948–1956).
In Wien-Liesing (23. Bezirk) wurde 1966 die Endresstraße nach ihm benannt.

## Schriften (Auswahl)
- Handbuch der österreichischen Staats- und Wirtschaftsgeschichte. Schulwissenschaftlicher Verlag A. Haase, Leipzig u. a. 1922.
- Geschichte Europas im Altertum und Mittelalter im Zusammenhange mit der wirtschaftlichen Entwicklung. Schulwissenschaftlicher Verlag A. Haase, Wien 1923.
- Geschichte Europas im 19. Jahrhundert im Zusammenhange mit der wirtschaftlichen Entwicklung. Schulwissenschaftlicher Verlag A. Haase, Prag 1928.
- Revolution in Österreich 1848. Danubia Verlag, Wien 1947.
- Geschichte Europas und des Orients. 5 Bände, Verlag für Jugend und Volk, Wien 1948–1956.
- Österreichische Staatsbürgerkunde. 6. Auflage, Verlag für Jugend und Volk, Wien 1950.
- Staat und Gesellschaft. Eine Darstellung ihrer Entwicklung von der Urzeit bis zur Gegenwart. Büchergilde Gutenberg, Wien 1952.
- Das Werden unserer Wirtschaft. Der Weg unserer Wirtschaft vom Frühkapitalismus bis zur Gegenwart. Büchergilde Gutenberg, Wien 1953.
- Natur, Mensch, Kultur. Ein Beitrag zur Kultursoziologie. Europa Verlag, Wien 1965.